# Natalie Zahle
Ida Charlotte Natalie Zahle (født 11. juni 1827 i As Præstegård, død 11. august 1913 i Vedbæk) var en dansk forkæmper for kvinders ret til uddannelse og selvstændighed. Hun var datter af Sophus Zahle.
Hun grundlagde i 1851 en privatlærerindeuddannelse, der senere udviklede sig til et seminarium.
Hun modtog Fortjenstmedaljen i guld i 1891.
Hun modtog i 1912 et håndskrevet brev fra Frederik 8. som tak for hendes store bidrag til, at de mange børn og unge havde fået mulighed for en uddannelse.